# Spice and Wolf
Spice and Wolf (狼と香辛料, Ōkami to Kōshinryō) is een Japanse light novelserie van schrijver Isuna Hasekura en illustrator Ju Ayakura. De serie verscheen vanaf 2006 in het tijdschrift Dengeki Bunko van uitgever ASCII Media Works.
Het succes van de serie leidde tot een 16-delige mangaserie in 2007, twee computerspellen voor de Nintendo DS, en een animeserie van 12 afleveringen in 2008. Een spin-off van de light novel verscheen in 2016 onder de titel Wolf and Parchment
Eind 2020 werd bekend dat er ruim 5 miljoen exemplaren van de light novelserie zijn verkocht. De serie wordt geprezen om zijn unieke fantasiestijl, die is gericht op economie en handel, in plaats van traditionele elementen als zwaarden en magie.

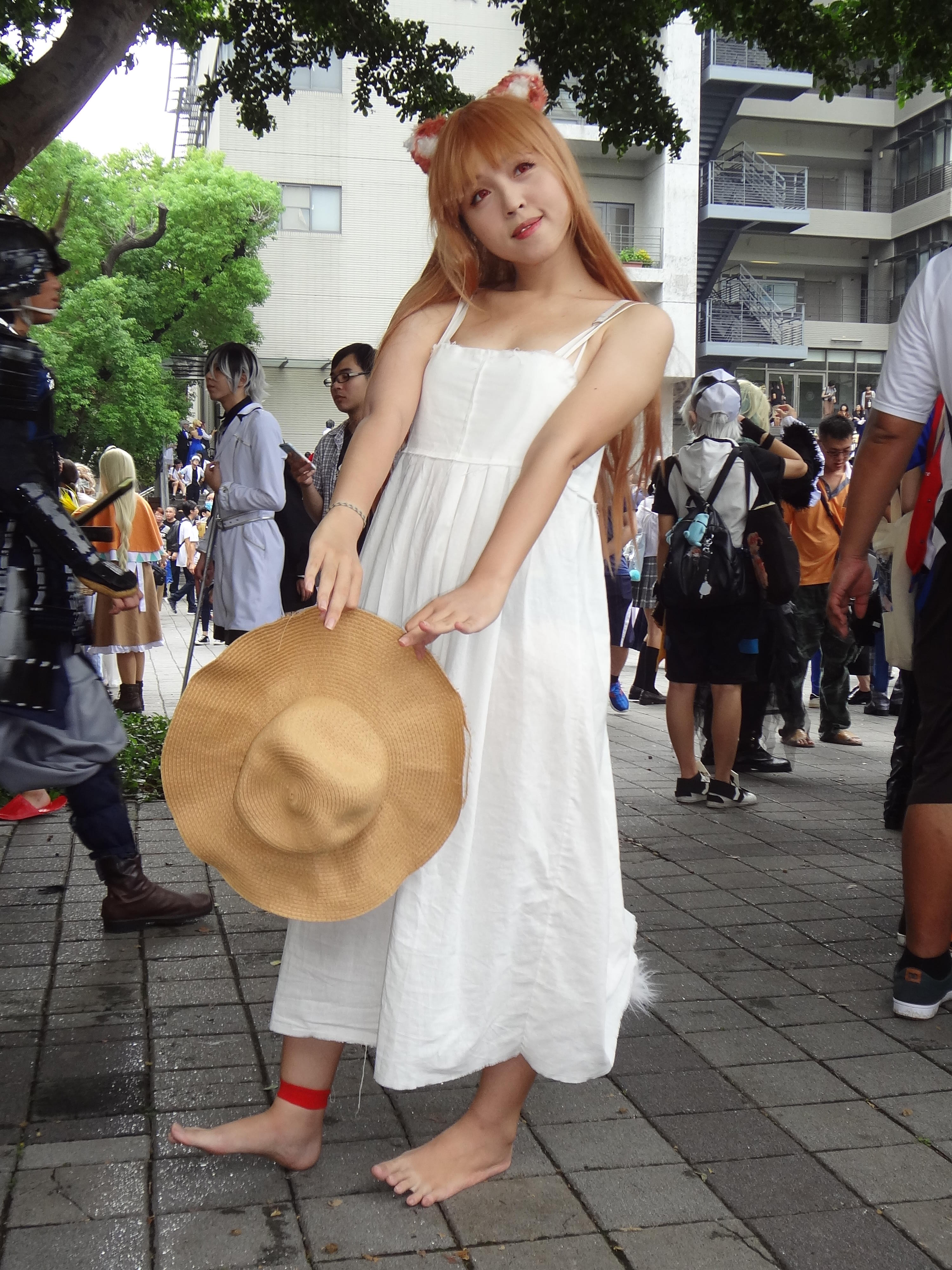
Cosplay van het personage Holo

## Plot
Kraft Lawrence, een 25-jarige rondreizende handelaar, verkoopt allerlei goederen in elk dorp. Hij droomt ervan om ooit zijn eigen winkeltje te kunnen openen. Op een dag ontmoet hij Holo, een 600-jaar oude wolf-god, die de gedaante van een 16-jarig meisje heeft. Holo vraagt of Kraft haar wil meenemen naar Yoitsu, haar thuisland in het noorden.
Samen reizen ze door het platteland, terwijl ze de rijkdommen van geluk oogsten en het faillissement in het menselijk hart blootleggen.

## Hoofdpersonages
- Kraft Lawrence, rondreizende marskramer
- Holo, een vrouwelijke wolfmens uit Yoitsu
- Yarei, een boer in het dorp Pasloe en vriend van Kraft
- Chloe, oude jeugdvriendin van Kraft die zich later tegen hem en Holo keert
- Norah Arendt, een knappe schaapherder uit Ruvinheigen
- Fermi Amati, vishandelaar en verliefd op Holo
- Diana Rubens, een geschiedkundige uit Kumersun, dol op het verzamelen van oude verhalen

## Computerspellen
- Spice and Wolf: Holo's and My One Year (2008, Nintendo DS)
- Spice and Wolf: The Wind that Spans the Sea (2008, Nintendo DS)
- Spice and Wolf VR (2019, Oculus Rift, Labo VR, PlayStation VR)